# Арктический беляк
Арктический беляк (лат. Lepus arcticus) — заяц, в основном приспособленный к обитанию в полярных и гористых местностях. Раньше он считался подвидом зайца-беляка, но сейчас выделяется как отдельный вид.

## Распространение

### Ареал
Арктический беляк распространён по тундровым регионам в Гренландии и в самых северных частях Канады: Ньюфаундленд и Лабрадор — на юго-востоке, дельта реки Маккензи — на западе и арктические острова вплоть до самой северной точки острова Элсмир.

### Места обитания
Населяют как высокогорные, так и низменные регионы. Летом предпочитают местности, где за короткое лето быстро вырастает растительность, а зимой есть укрытые места, где им не приходится глубоко копать, чтобы добыть пищу. Предпочитают голые земельные участки и пустоши, избегают влажных лугов и охотнее селятся в более сухой местности.

### Миграция
Могут совершать сезонную миграцию. Например, арктические беляки в Рэнкин-Инлете в конце весны мигрируют с материка на более мелкие острова по льду Гудзонова залива. Причина этому — небольшое количество или полное отсутствие хищников на островах. В сезон спаривания самцы могут пройти расстояние до 5 км в поисках самки, разыскивая пищу, могут преодолеть несколько километров. В среднем территория обитания одной особи составляет 2,5 км².
Исследователи зафиксировали, что арктический беляк преодолел рекордное расстояние в 388 километров, что является самым длинным известным путешествием среди представителей отряда зайцеобразных.

## Описание
Взрослые арктические беляки — самые крупные зайцы в Северной Америке. Как своей морфологией, так и поведением они отлично приспособлены к арктическому климату.

### Внешний вид

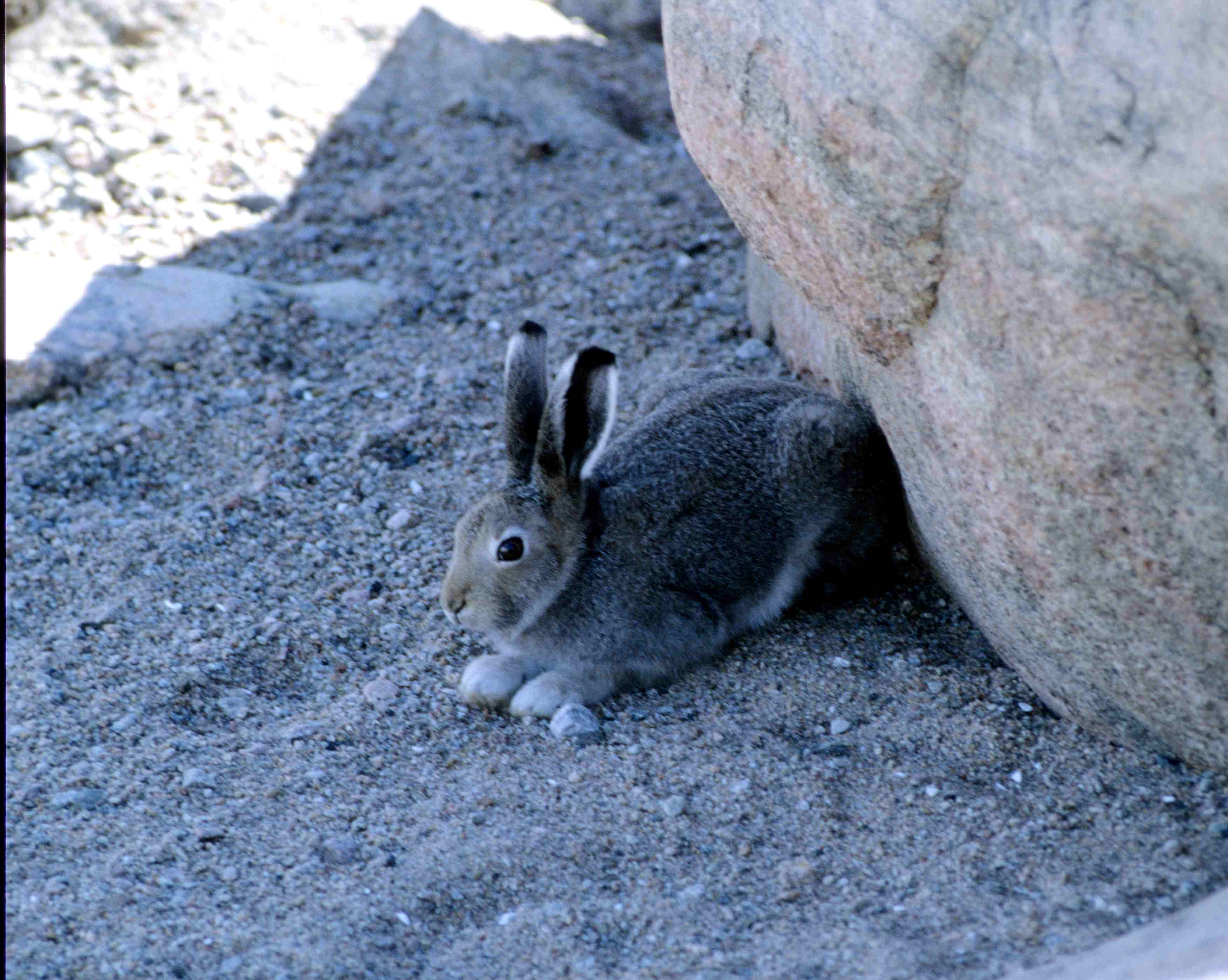
Летний наряд арктического беляка в южных популяциях.

В среднем достигает в длину 55—70 см, весит около 4— 5,5 кг. Как и другие зайцы, имеет маленький пушистый хвост (5 см) и длинные, мощные задние лапы, которые позволяют ему прыгать по снегу на большой скорости. Его уши — относительно короткие, что уменьшает отдачу тепла. Обладает мехом, позволяющим ему хорошо переносить холод. На дальнем севере он белый круглый год, лишь кончики ушей у него чёрные. В других же местах летом имеет седовато-голубой окрас, маскируясь под местные скалы и растительность, но хвост у него остаётся белым. К зиме снова становится полностью белым. Время линьки зависит от местности. Существует много промежуточных по окрасу разновидностей. Подшёрсток серый и густой. Самцы и самки внешне не отличаются друг от друга. Северные особи бывают крупнее. На лапах, особенно передних, когти вытянуты и изогнуты. Зайцы используют их для раскапывания плотного снега. Их резцы длиннее и прямее, чем у большинства зайцев. Они используют их, чтобы разгрызать замёрзшие арктические растения, причём у гренландских зайцев резцы острее. Всего у арктических беляков 28 зубов. Задние лапы — четырёхпалые, передние — пятипалые. Задние лапы покрыты желтоватой толстой и грубой кожей. Особая пищеварительная система позволяет им переваривать пищу дважды.
По бокам головы расположены большие глаза, благодаря которым животное может видеть почти на 360° вокруг себя, не поворачивая головы. Зрачки круглые, радужная оболочка красновато-бурого цвета. Чёрные ресницы хорошо защищают глаза от солнца. У арктических беляков отлично развит нюх, а их нос и ноздри постоянно в движении. Обоняние они используют для поиска пищи и распознавания запаха других особей. Длинные пушистые уши зайца могут двигаться в разные стороны и поворачиваться на звук.
Живут, как правило, около пяти лет.

### Передвижение
Обычно передвигается, прыгая на четырёх лапах. Две передние лапы двигаются попеременно, а задние — вместе. Почуяв опасность, заяц встаёт на задние лапы и часто подпрыгивает. Таким образом он может оглядеть местность с более высокой точки. Если опасность близко, он убегает на большой скорости, прыгая на задних лапах, как кенгуру, прижав передние лапы к груди. Обычно бежит в горы.

## Питание
Арктический беляк — травоядное животное. Питается, в основном, древесными растениями. Употребляет в пищу почки, ягоды, листья и траву. Обладает отличным нюхом и может почуять и выкопать из-под снега ивовые прутья и коренья. Если снег слишком твёрдый, они ударяют по нему мощными лапами, а затем своими острыми зубами обгладывают ледяную корку. Также было обнаружено, что они ели мхи, лишайники, осоку, кору и мясо из охотничьих капканов, в которые часто попадаются сами. Могут питаться водорослями, которые выносит прилив. Когда испытывают жажду, пробуют снег. Поскольку питаются, в основном, грубой растительной пищей, у них (как и у других представителей рода Lepus) наблюдается копрофагия: они поедают свои мягкие экскременты прямо из ануса, после чего пища повторно переваривается.

## Размножение

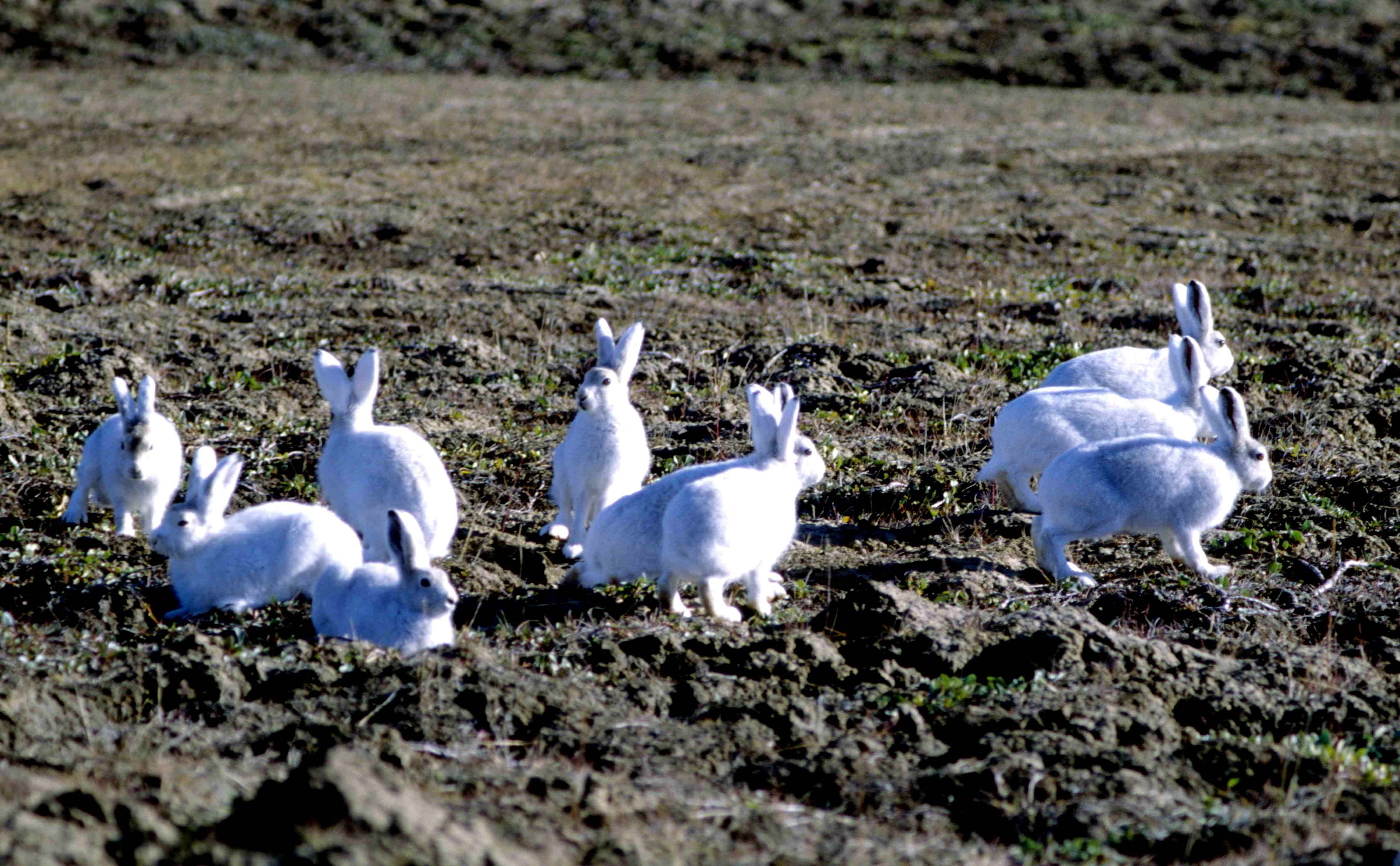
Группа арктических беляков

Спаривание происходит в апреле—мае. В сезон спаривания зайцы разбиваются на пары, хотя у самца может быть несколько самок. Самка вырывает норку в земле, обычно за скалами или за кустом, и выстилает её травой и собственным мехом. К концу мая зародыши уже хорошо развиты. В зависимости от удалённости от севера, детёныши могут родиться в конце мая, июне или июле. Беременность длится 36—42 дня. Чем севернее место обитания, тем позднее рождается потомство. Помёт состоит из 4—8 зайчат. Самка может приносить помёт два раза за один сезон. К сентябрю зайчата уже напоминают своих родителей и в следующем сезоне сами могут размножаться. Они рождаются зрячими и полностью покрытыми шерстью, весом 56—113 г, обычно серо-бурого окраса. Уже через несколько минут после рождения могут скакать. Вскоре каждый из них обретает свою форму, и самка посещает каждого для вскармливания. Они очень рано выучиваются сидеть неподвижно среди скал или растительности, поэтому хищникам трудно их найти. К двум—трём неделям становятся более самостоятельными и в матери нуждаются лишь для вскармливания. К восьми—девяти неделям лактация у самки заканчивается. Молодняк достигает полового созревания к годовалому возрасту.

## Поведение

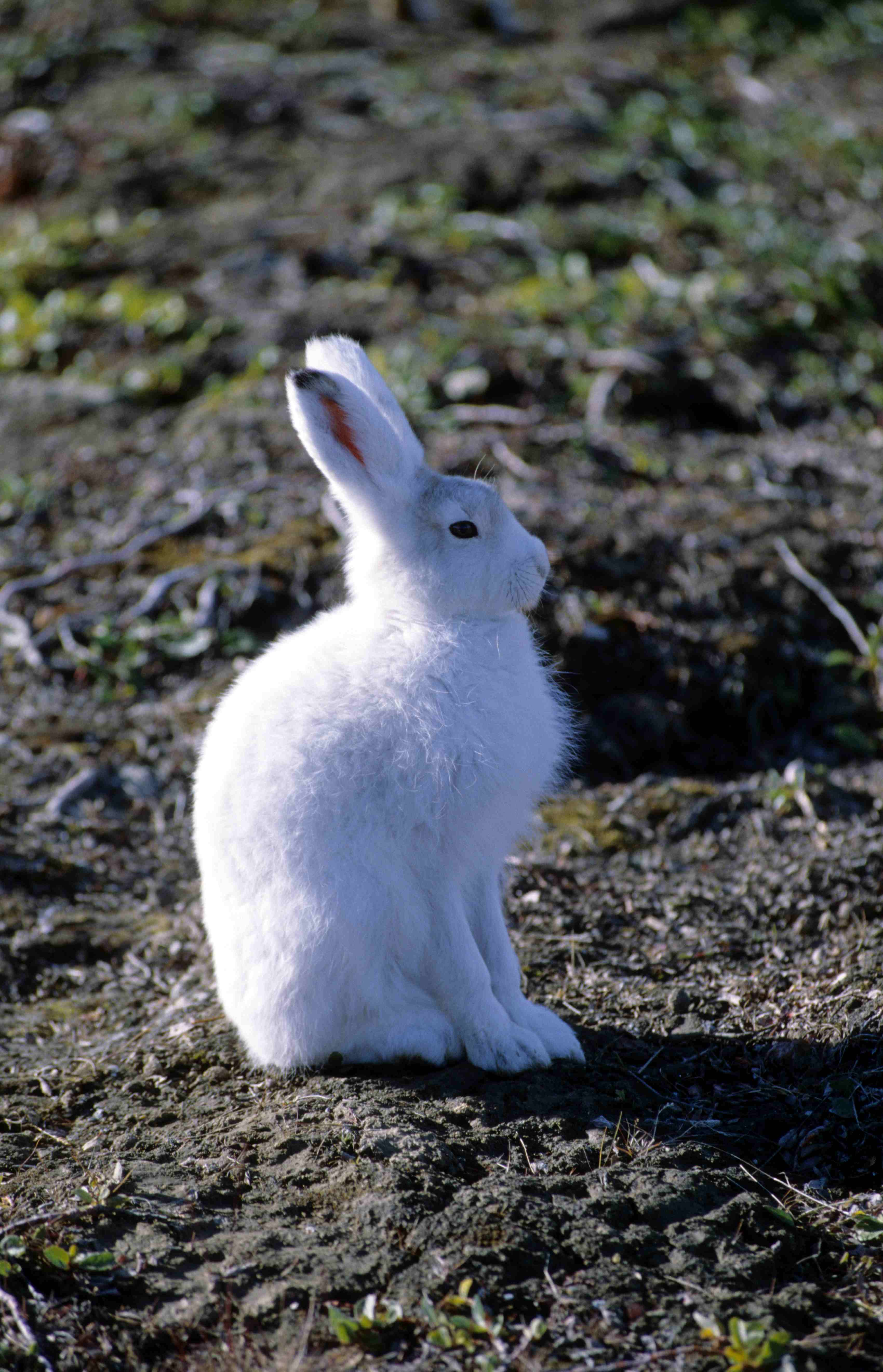
Арктический беляк на острове Элсмир.

Поведение арктических беляков изучено меньше, чем других зайцеобразных Северной Америки. Это ночные и сумеречные животные. Они не впадают в спячку зимой, так как переживают арктические зимы благодаря густому меху и низкому соотношению площади поверхности тела к его объёму. Это способствует поддержанию нормальной температуры тела и компенсирует замедление базального обмена веществ. Предполагается, что заяц может прожить за счёт своего жира 15 дней при температуре −24 °C, если накопленный жир составляет 20 % от массы его тела. Иногда они укрываются в вырытых норках или за валунами и плотно прижимаются друг к другу (последнее наблюдается у детёнышей). Арктические беляки живут на небольших территориях, поэтому отправляются на поиски пищи обычно по тем же маршрутам. Это быстрые животные, которые могут развивать скорость до 60 км/ч и иногда переплывать узкие ручьи. Так они спасаются от хищников.
Во время приёма пищи опираются на задние лапы, а передними разгребают снег, из-под которого добывают съедобные растения. Уши держат чуть приподнятыми от плеч или прямо. Во время зимних бурь, когда скорость ветра достигает 25 км/ч, плотно прижимают уши к шее и спине. Занимаются грумингом перед отдыхом, после отдыха и после каждого приёма пищи. После этого они приподнимаются на задних лапах и подворачивают передние лапы под себя, снова присаживаясь и опуская уши, принимая почти сферообразную форму. В такой позе животные проводят по несколько часов в день, чем ближе к лету, тем меньше.

### Социальное поведение
Самцы могут драться друг с другом. Они не кусаются, но могут боксировать и цапать друг друга. Для полярных зайцев, живущих в стаях, важно общение с другими особями. Они используют язык тела, в особенности расположение ушей. Большая часть общения происходит через обоняние. Они оставляют друг для друга метки с характерным запахом. Устоявшаяся система социального доминирования отсутствует. Чаще живут поодиночке, но могут и собираться в стаи.

## Значение для людей
Арктические беляки были издревле важны для индейцев. На них охотились из-за их мяса и меха, который использовался для изготовления одежды. Зимой зайцы совершенно не боятся людей, причиной чему служит их хорошая маскировка.

## Хищники
Чаще всего на арктических беляков охотится арктический волк. Даже молодые волки могут успешно поймать зайца. Песцы, хотя и меньше зайцев по размеру, также охотятся на них, но не так удачно, как волки. Правда, молодые зайцы часто становятся жертвами песцов. Горностаи, вероятно, также охотятся на заячий молодняк. Может стать добычей рыси. Особую угрозу среди пернатых для зайцев представляет кречет. На более южных территориях ареала на полярных зайцев охотятся сапсаны. На зайцев, особенно молодых, охотятся и белые совы.

## Степень угрозы существованию
По данным 2000 года, статус арктического беляка в Нунавуте — безопасный.

## Подвиды
Существует четыре подвида арктического беляка:
- Lepus arcticus arcticus
- Lepus arcticus bangsii
- Lepus arcticus groenlandicus
- Lepus arcticus monstrabilis